# Floing
Floing osztrák község Stájerország Weizi járásában. 2018 januárjában 1195 lakosa volt. 

## Elhelyezkedése

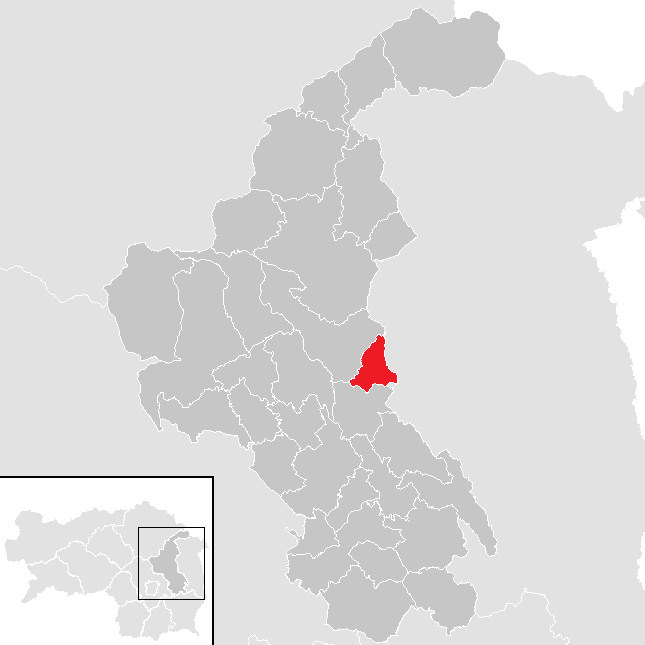
Floing a Weizi járásban

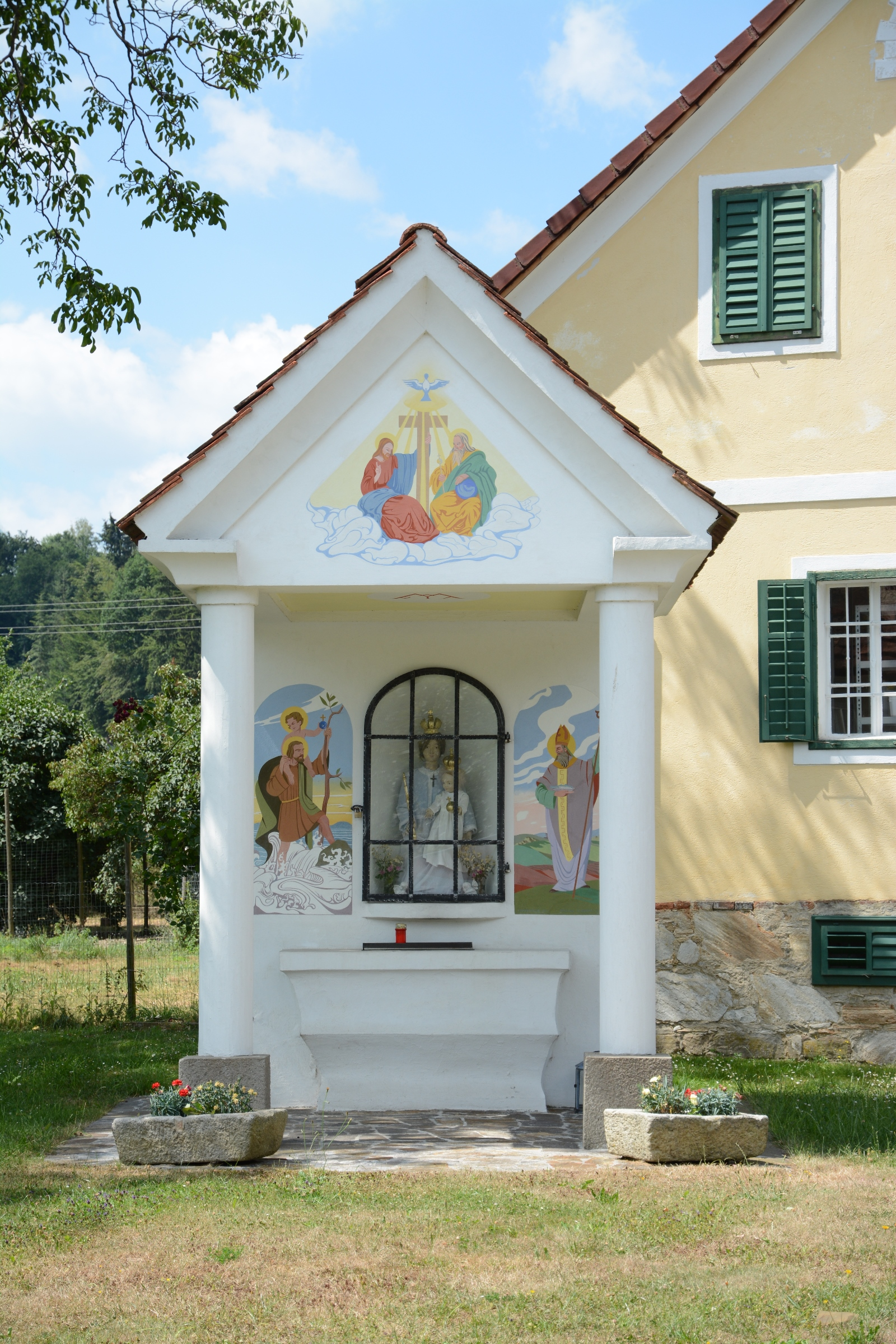
Unterfeistritz kápolnája

Floing a kelet-stájerországi régióban fekszik. Legfontosabb folyóvizei a Feistritz és két bal oldali mellékfolyója, a Floingbach és a Schmiedbach. Az önkormányzat 3 települést egyesít: Floing (463 lakos 2018-ban), Lebing (434 lakos) és Unterfeistritz (298 lakos).
A környező önkormányzatok: délnyugatra Puch bei Weiz, északnyugatra Anger, északkeletre Pöllau, keletre Stubenberg.

## Lakosság
A floingi önkormányzat területén 2018 januárjában 1195 fő élt. A lakosságszám 2001 óta (akkor 1226 fő) csökkenő tendenciát mutat. 2015-ben a helybeliek 96,9%-a volt osztrák állampolgár; a külföldiek közül 0,9% a régi (2004 előtti), 1,1% az új EU-tagállamokból érkezett. 2001-ben a lakosok 97,2%-a római katolikusnak, 1,3% pedig felekezeten kívülinek vallotta magát.  

## Látnivalók
- a Kulm-Keltenhof kelta skanzen
- a poszméhmúzeum
- a világ legnagyobb falova Töchterlehofban
- Floing a Stájer almaút turisztikai szövetség része, amely öt települést egyesít és bemutatja az erdős hegyvidék legfontosabb gyümölcséből készült gasztronmóiai különlegességeket

## Fordítás
- Ez a szócikk részben vagy egészben  a   Floing (Steiermark) című német Wikipédia-szócikk ezen változatának fordításán alapul.  Az eredeti cikk szerkesztőit annak laptörténete sorolja fel. Ez a jelzés csupán a megfogalmazás eredetét és a szerzői jogokat jelzi, nem szolgál a cikkben szereplő információk forrásmegjelöléseként.